# Potomacapnos apeleutheron
Genre
Espèce
Potomacapnos apeleutheron est une espèce fossile de plantes à fleurs de la famille des Papaveraceae originaire d’Amérique du Nord.
Elle a été décrite en 2013, par le paléontologue américain, Nathan Andrew Jud, sur la base de restes fossiles de feuilles extraits de dépôts de limon argileux datés de la fin du Crétacé inférieur (Aptien), soit il y a environ 120 Ma (millions d'années).
Potomacapnos apeleutheron est considéré comme le mégafossile le plus ancien de Dicotylédones vraies découvert en Amérique du Nord.

## Étymologie
Le nom générique « Potomacapnos » combine le nom du Potomac, sur les rives duquel les fossiles ont été recueillis, et le terme grec ancien καπνός (kapnos) qui signifie « fumée » ou « vapeur ». Ce dernier a servi à désigner d'autres genres de Fumariaceae, mettant ainsi l'accent sur les similitudes morphologiques entre cette plante fossile et les fumariacées modernes.
L'épithète spécifique, « apeleutheron », est la transcription latine du grec ancien ἀπελευθέρων, génitif pluriel de ἀπελεύθερος (apeleutheros) qui signifie « esclave affranchi ». Cette épithète a été choisie pour rendre hommage aux hommes qui ont creusé le canal Dutch Gap, en Virginie, pendant la guerre civile américaine de 1864, mettant ainsi au jour les sédiments d'où ont été extraits les fossiles.